# Reina Reech
Reina Cristina Maurín Lafausse (Viena, 19 de febrero de 1958) conocida por su nombre artístico Reina Reech, es una bailarina, actriz, actriz de doblaje, coreógrafa, ex vedette, conductora de televisión y ex animadora infantil argentina, nacida en Austria y radicada en Argentina. Con más de 40 años de trayectoria, es considerada una de las figuras más importantes, talentosas y versátiles del mundo artístico argentino.

## Trayectoria

### 1975-1992: Comienzos como vedette
Reina conoció los escenarios del teatro desde el bunker de su madre, la vedette, bailarina y cantante Ámbar La Fox, quien trabajó hasta el séptimo mes de embarazo por toda Europa, donde nació Reina el 19 de febrero de 1958 en Viena, Austria. Su padre, también argentino, fue el acróbata Alejandro Maurín. Tuvo un medio hermano por parte de padre, el bailarín y cantante Sander Maurín.
Estudió danzas clásicas, pero se inició en el ámbito del espectáculo como bailarina de teatro de revistas. Con los años llegó a ser vedette en varias revistas porteñas. En cine participó como actriz en siete películas argentinas, aunque siempre en papeles secundarios, durante los años 1980.
Su carrera artística empezó a los 17 años de la mano de Don Carlos A. Petit, quien junto a la joven eligió el seudónimo Reech ―ya que Reina era su nombre de nacimiento―. Su debut teatral fue en el teatro Alberti (de Mar del Plata) con una revista llamada Mar de Plata de noche, protagonizada por Dringue Farias, Mirta Amat y Vicente Rubino. En televisión debutó en un ciclo de Canal 9 llamado Luminarias, a finales de 1975.
En 1976, participó de la revista El gran cambio en el Teatro Cómico de la calle Corrientes, hoy llamado Lola Membrives, junto a Adriana Aguirre y los cómicos uruguayos Espalter, Almada, Soto y Berugo Carámbula.
En 1977 participó en La bola loca en la historia del Siete, junto a Enrique Pinti y Ana María Cores, con libro y dirección de Gerardo Sofovich. Ese mismo año hizo en TV Ping pong con Pinti y las Hermanas Pons y participó en la novela El amor tiene cara de mujer.
En 1978, como un emprendimiento personal junto a Ernesto Larrese y Alejandro Vanelli, hizo Todos somos stars en el teatro Embassy.
A principios de 1979 hizo la comedia Cada vez me gusta más en el teatro Provincial de Mar del Plata, junto a Rodolfo Bebán. En abril de 1979 debutó junto a Antonio Gasalla en El Maipo es el Maipo y Gasalla es Gasalla. Participó de diferentes ciclos de televisión como La noche de Andrés, junto a Andrés Percivale, La Chona, junto a Haydeé Padilla, Sabido de todos, entre otros.
Entre 1980 y 1982 se radicó en España. En 1982 volvió a Argentina y participó en televisión en Operación jajá y La peluquería de don Mateo e hizo la comedia El champán las pone mimosas, en el teatro Tabaris.
En 1983 hizo la comedia británica Entretelones, con Beatriz Taibo y Gianni Lunadei, en el teatro Metropolitan (de Buenos Aires) y a principios de 1984 en el teatro Ópera (de Mar del Plata). En 1984 participó en la novela Amo y señor, con Arnaldo André.
A principios de 1985 hizo la comedia dramática Tributo, junto a Rodolfo Bebán y Daniel Fanego en el teatro Provincial (de Mar del Plata). Por este trabajo fue nominada como mejor actriz. En 1985 participó en la telenovela Solo un hombre, con Carlos Calvo.
Tuvo participaciones en cine en las películas Yo también tengo fiaca (1978), Las muñecas hacen pum (1979), Los gatos (1985), Las minas de Salomón Rey (1986), Expertos en pinchazos (1979), Todo o nada (1984) y El poder de la censura (1983). En 1990 participó en la telenovela Rebelde, junto a Grecia Colmenares y Ricardo Darín.

### 1989-2001: Conductora y productora infantil
En 1989, con su esposo Nicolás Repetto y su hija Juana, viajó a Paraguay, donde hizo el programa de entretenimientos Marque el 13 junto a su esposo. En 1990 hicieron el segundo año del mismo programa y Reina ―junto al actor Esteban Villarreal― hizo en teatro y televisión Colores. 
De vuelta a la Argentina, en 1991 y 1992 produjo y coreografió Fax, y participó como vedette en los musicales de Tato de América.
En 1993 hizo su primera creación como autora, productora e intérprete: Reina en colores, en el canal ATC. Este ciclo duró cuatro años. Editó la revista Reina en Colores. Durante estos años grabó varios álbumes y los presentó en teatro. En 1993 presentó Reina en colores en el teatro Astros (Buenos Aires) y en giras por todo el país, y se realizó la versión en video de 
"Reina en colores, todos los musicales de la tele".
En 1994 realizó Reina y su muñeca y lo presentó en el Luna Park y en el teatro Ópera y se realizó la versión en video "Reina y su muñeca en colores" (Estadio Luna Park).
En 1995 realizó Bailando en colores, álbum que representó con su primera comedia musical en el teatro Ópera. En 1995 realizó también Yo soy colores, que presentó en el teatro Astros y en gira nacional. También en 1995 realizó el álbum Lo mejor de colores y Esto es bárbaro (grandes éxitos). En el teatro Radio City (de Mar del Plata) presentó Colores en el mar, espectáculo que llevó al Luna Park. En 1996 hizo el programa de televisión Veraneando en colores, realizó el álbum La familia de colores y lo representó en el teatro Astros, embarazada de su hijo Bautista. Reina en colores fue el éxito más importante de su carrera: vendió dos millones de álbumes y a sus espectáculos asistieron más de medio millón de personas. En esos mismos años produjo el programa de televisión Bosque Chocolate, del que editó un álbum y lo presentó en el teatro Metropolitan. También editó los discos Cuentos mágicos de doña Araña y Miau miau, el gato montés.
En 1996 abrió su primera escuela de arte y danzas, en el barrio de Belgrano (Buenos Aires). En 1998 hizo en el canal América (Buenos Aires) los programas Requeterreina y Arriba el verano.
En 1997 participó en "Reina 2001" (VHS Promocional).
En 1999 hizo en ATC el programa Reina 2001 y editó el álbum con el mismo nombre y lo presentó junto con las alumnas de su escuela en el teatro Metropolitan. En televisión creó y produjo el programa Caramelito y vos con Cecilia Carrizo. Editó un álbum y lo presentó en el teatro Astral. A finales de 1999 volvió a la revista con En vivo y en llamas en el teatro Astros.
En el año 2000 estrenó en el teatro Gran Rex una de las producciones teatrales más importantes de su carrera: 101 dálmatas. La representó todos los fines de semana durante seis meses y fue vista por 105 000 personas. Grabó el álbum y esto le valió la convocatoria de Disney para ser la primera argentina en doblar una película en español, 102 dálmatas.

### 2001-presente: Directora y productora artística
A principios de 2001 debutó en el teatro Provincial (de Mar del Plata) con El último de los amantes ardientes, con Fabián Gianola. Llevaron esta obra a Buenos Aires durante el invierno de ese año. También en 2001 hizo la dirección artística de la revista Fiebre de noche en el senado, con Nito Artaza, Miguel Ángel Cherutti y Graciela Borges. En 2002 participó en la telecomedia Son amores en Canal 13 y remplazó a Millie Stegman en el teatro Ópera.
En 2003 creó el reality juvenil Generación Pop, editó el álbum de los ganadores del mismo, Scratch, y lo presentó en el teatro Astral. También participó en la versión española de la telecomedia Son amores, con el título Tres son multitud, interpretando a Michi (el mismo rol que hizo en Son amores). En teatro representó Taxi 2, con Osvaldo Laport y José Luis Rodríguez. En 2004 participó en la telecomedia Pensionados, por Canal 13.
A finales de 2005 volvió a la revista como directora artística y primera vedette, junto a Miguel Ángel Cherutti, en Inolvidable en el teatro Neptuno (de Mar del Plata) y la representó durante todo el año 2006 en el teatro Premier (de Buenos Aires). Debutó como jurado en la primera edición de Bailando por un sueño, abrió su segunda escuela de arte y danzas en el barrio de Palermo (Buenos Aires), y participó en la telenovela Sos mi vida, junto a Facundo Arana y Natalia Oreiro. A finales de 2006 montó el espectáculo Irresistible, con Cherutti y Carmen Barbieri, que debutó en el teatro Neptuno (Mar del Plata) y llevó al teatro Premier (Buenos Aires) durante todo el año 2007. Abrió su tercera escuela de danzas en el barrio de Caballito (Buenos Aires), volvió a participar como jurado en Showmatch en las dos ediciones, «Bailando por un sueño» y «Patinando por un sueño», y participó en la telenovela La Lola.
En 2008 hizo la dirección artística de Incomparable, con Cherutti y Barbieri, y participó como jurado en «Patinando por un sueño».
En 2009 hizo Deslumbrante, con Cherutti y Georgina Barbarossa, participó como jurado en el «Bailando kids» y en «El musical de tus sueños». A principios de 2010 protagonizó ―junto a Carlos Calvo y Nicolás Vázquez― Rumores en el teatro Provincial (de Mar del Plata).
En Canal 13, fue jurado en 2010 en "Bailando por un sueño" y en 2011 en "Sábado Show".
En la temporada teatral 2011, en "La Revista de Buenos Aires" fue Directora artística y reemplazo de Moria Casán y en "El arcoíris de Rocío" fue Autora y Directora. En 2012 en "El anfitrión" se encargó de la Dirección artística, y fue Autora y Directora en "Las reinas del strip". En televisión fue jurado en  en "Soñando por bailar" (segunda edición) y en "Soñando por cantar". 
En teatro fue Autora y Directora, en  2013 de "Las reinas del marabu" (España) y en 2014 de "Sobre hombres y mujeres", y también participó como conductora invitada en el programa detelevisión "Nosotros al mediodía". 
En 2017 fue productora  de la versión en video de "Colores, el regreso" y en la puesta teatral de "The Rocky Horror Show" realizó una Participación especial como actriz. 
Actuó en televisión en 2018 en "Mi hermano es un clon", en teatro en 2018 y  2019 con "Menopausia Show"  y desde el  2019 con "El show de los cuernos". 
En 2021 en el programa de televisión "100 argentinos dicen: Especial Famosos", participó como invitada.

## Vida personal
Reina Reech es la hija de la actriz, bailarina, coreógrafa y vedette Ámbar La Fox y del primer bailarín Alejandro Maurín.
Estuvo casada tres veces. Se casó por primera vez en España, y su matrimonio duró ocho años. Su siguiente matrimonio fue con el presentador de televisión Nicolás Repetto con quien tuvo a su hija Juana Repetto. Su último matrimonio fue con el actor y bailarín Pablo Lena con quien tuvo a su hijo Bautista Lena.

## Televisión
| Año       | Título                                                    | Canal                                | Rol                                        |
| --------- | --------------------------------------------------------- | ------------------------------------ | ------------------------------------------ |
| 1975      | Luminarias '75                                            | Canal 9                              | Bailarina                                  |
| 1977      | Ping pong                                                 | Canal 11                             | Actriz                                     |
| 1977      | La noche de Andrés                                        | Canal 13                             | Musicales                                  |
| 1977      | La Chona                                                  | Canal 13 (Chile)                     | Actriz                                     |
| 1977      | Sábado de todos                                           | Canal 7                              | Bailarina                                  |
| 1977      | El amor tiene cara de mujer                               | Canal 13                             | Actriz                                     |
| 1978      | Sábados Gigantes                                          | Canal 13 (Chile)                     | Invitada                                   |
| 1980      | Nuestra hora                                              | Canal 13 (Chile)                     | Invitada                                   |
| 1981      | La gran noche                                             | Televisión Nacional de Chile (Chile) | Invitada                                   |
| 1982      | Operación Ja Ja (sketch: La peluquería de Don Mateo)      | Canal 9                              | Actriz                                     |
| 1984      | Amo y señor                                               | Canal 9 Libertad                     | Actriz                                     |
| 1985      | Solo un hombre                                            | Canal 9 Libertad                     | Actriz                                     |
| 1986      | Juegos prohibidos                                         | Canal 9                              | Actriz                                     |
| 1986      | Martes 13                                                 | Canal 13 (Chile)                     | Invitada                                   |
| 1987      | Valeria                                                   | Canal 11                             | Actriz                                     |
| 1987      | Badia y Cia.                                              | Canal 13                             | Musicales                                  |
| 1988      | El mundo de Antonio Gasalla                               | ATC                                  | Actriz                                     |
| 1989      | Rebelde                                                   | Canal 9 Libertad                     | Actriz                                     |
| 1989      | Stress                                                    | Canal 9 Libertad                     | Actriz                                     |
| 1989      | Marque el 13                                              | Canal 13 (Paraguay)                  | Productora-Coreógrafa                      |
| 1991      | Fax                                                       | Canal 13                             | Productora-Coreógrafa                      |
| 1991      | Detective de señoras - Capítulo: Trampa para un detective | Canal 13                             | Actriz                                     |
| 1992      | Tato de América                                           | Canal 13                             | Vedette-Coreógrafa                         |
| 1993-1995 | Reina en colores                                          | ATC                                  | Conductora                                 |
| 1994      | Videomatch                                                | Telefe                               | Cámara oculta: Chirolita                   |
| 1994-1995 | Bosque chocolate                                          | ATC                                  | Productora                                 |
| 1995      | Colores en el mar                                         | ATC                                  | Conductora                                 |
| 1996      | Reina en colores desde el mar                             | ATC                                  | Conductora                                 |
| 1996      | Gigante y usted                                           | Canal 13 (Chile)                     | Invitada                                   |
| 1997      | RequeteReina                                              | América TV                           | Conductora                                 |
| 1998      | Arriba el verano                                          | América TV                           | Conductora                                 |
| 1998      | Videomatch                                                | Telefe                               | Cámara oculta: Antonio Carrizo             |
| 1999      | Reina 2001                                                | ATC                                  | Conductora                                 |
| 1999      | Caramelito y vos                                          | Canal 13                             | Directora                                  |
| 1999      | Videomatch                                                | Telefe                               | Cámara oculta: Xuxa                        |
| 2001      | Venite con Georgina                                       | Azul Televisión                      | Conductora (Reemplazó Georgina Barbarossa) |
| 2002-2003 | Son amores                                                | Canal 13                             | Actriz                                     |
| 2003      | Generación Pop                                            | Canal 13                             | Conductora                                 |
| 2003      | Tres son multitud                                         | Telecinco (España)                   | Actriz                                     |
| 2004      | Los pensionados                                           | Canal 13                             | Actriz                                     |
| 2006      | Sos mi vida                                               | Canal 13                             | Actriz                                     |
| 2006-2007 | Bailando por un sueño (Argentina)                         | Canal 13                             | Jurado                                     |
| 2007      | Lalola                                                    | América TV                           | Actriz                                     |
| 2007-2008 | Patinando por un sueño                                    | Canal 13                             | Jurado                                     |
| 2008      | Localidades agotadas                                      | Saeta TV Canal 10 (Uruguay)          | Conductora                                 |
| 2009      | Bailando por un sueño Kids                                | Canal 13                             | Jurado                                     |
| 2009      | El Musical de tus sueños                                  | Canal 13                             | Jurado                                     |
| 2010      | Bailando por un sueño 2010                                | Canal 13                             | Jurado                                     |
| 2011      | Sábado Show                                               | Canal 13                             | Jurado                                     |
| 2012      | Soñando por bailar (segunda edición)                      | Canal 13                             | Jurado                                     |
| 2012      | Soñando por cantar                                        | Canal 13                             | Jurado                                     |
| 2014      | Nosotros al mediodía                                      | Canal 13                             | Conductora invitada                        |
| 2014      | Peligro sin codificar                                     | Telefé                               | Invitada                                   |
| 2017      | Colores, el regreso                                       | Programa piloto                      | Productora                                 |
| 2018      | Mi hermano es un clon                                     | Canal 13                             | Actriz                                     |
| 2021      | 100 argentinos dicen: Especial Famosos                    | Canal 13                             | Invitada                                   |

## Teatro
| Año            | Título                                    | Teatro                                             | Rol                                            |
| -------------- | ----------------------------------------- | -------------------------------------------------- | ---------------------------------------------- |
| 1975           | Mar del Plata de noche                    | Teatro Alberti                                     | Vedette                                        |
| 1976           | El gran cambio                            | Teatro Cómico                                      | Vedette                                        |
| 1977           | La historia del 7                         | Teatro La bola loca                                | Vedette                                        |
| 1978           | Todos somos stars                         | Teatro Embassy                                     | Actriz                                         |
| 1979           | Cada vez me gusta más                     | Teatro Provincial                                  | Actriz                                         |
| 1982           | El champán las pone mimosas               | Teatro Premier                                     | Actriz                                         |
| 1983           | Entretelones                              | Teatro Metropolitan-Teatro Ópera (Mar del Plata)   | Actriz                                         |
| 1983           | Vamos a votar en 1983                     | Teatro Maipo                                       | Actriz                                         |
| 1985           | Tributo                                   | Teatro Provincial                                  | Actriz                                         |
| 1987           | El Maipo es el Maipo y Gasalla es Gasalla | Tetro Maipo                                        | Vedette                                        |
| 1991-1992-1993 | Colores                                   | Teatro Latino (Paraguay)-Punta del Este            | Protagonista-Autora                            |
| 1993           | Reina en colores                          | Teatro Astros                                      | Protagonista-Autora                            |
| 1993-1994      | Reina y su muñeca en colores              | Estadio Luna Park-Punta del Este                   | Protagonista-Autora                            |
| 1994           | Bailando en colores                       | Teatro Ópera                                       | Protagonista-Autora                            |
| 1994           | Bosque chocolate                          | Teatro Metropolitan                                | Participación especial                         |
| 1995           | Colores en el mar                         | Teatro Radio City-Estadio Luna Park                | Protagonista-Autora                            |
| 1995           | Yo soy colores                            | Teatro Astros-Gira nacional                        | Protagonista-Autora                            |
| 1996           | La familia de colores                     | Teatro Astros                                      | Protagonista-Autora                            |
| 1999           | En vivo y en llamas                       | Teatro Astros                                      | Protagonista-Autora                            |
| 1999           | Esto es Bárbaro                           | Teatro Metropolitan                                | Protagonista-Autora                            |
| 2000           | 101 dálmatas                              | Teatro Gran Rex-Teatro Ópera                       | Protagonista                                   |
| 2001           | El último de los amantes ardientes        | Teatro Provincial-Teatro Metropolitan II           | Actriz                                         |
| 2001           | Fiebre del senado por la noche            | Teatro Metropolitan                                | Productora                                     |
| 2001           | Atrapados por la risa                     | Teatro Broadway                                    | Dirección artística                            |
| 2002           | Son amores                                | Teatro Ópera                                       | En reemplazo de Millie Stegman                 |
| 2003           | Taxi II                                   | Teatro Liceo                                       | Actriz                                         |
| 2006           | Inolvidable, una historia de humor        | Teatro Premier                                     | Protagonista-Productora                        |
| 2007           | Irresistible, otra historia de humor      | Teatro Premier                                     | Productora                                     |
| 2008           | Incomparable                              | Teatro Premier                                     | Productora                                     |
| 2009           | Deslumbrante                              | Teatro Premier                                     | Productora                                     |
| 2009-2010      | Rumores                                   | Teatro Provincial                                  | Productora                                     |
| 2011           | La Revista de Buenos Aires                | Teatro Broadway I                                  | Dirección artística y reemplazo de Moria Casán |
| 2011           | El arcoíris de Rocío                      | Teatro Broadway II                                 | Autora-Directora                               |
| 2012           | El anfitrión                              | Teatro Candilejas                                  | Dirección artística                            |
| 2012           | Las reinas del strip                      | Teatro Maipo Cabaret                               | Autora-Directora                               |
| 2013           | Las reinas del marabu                     | España                                             | Autora-Directora                               |
| 2014           | Sobre hombres y mujeres                   | Teatro Maipo Cabaret                               | Autora-Directora                               |
| 2017           | Colores, el regreso                       | Teatro Paseo La Plaza, sala "Pablo Neruda"         | Autora-Directora                               |
| 2017           | The Rocky Horror Show                     | Teatro Maipo                                       | Participación especial                         |
| 2018-2019      | Menopausia Show                           | Teatro Carreras-Gira Costa Atlántica-Gira Nacional | Actriz                                         |
| 2019-presente  | El show de los cuernos                    | Teatro Picadilly                                   | Actriz                                         |

## Discografía
| Año  | Título                                                          | Rol                               | Discográfica    |
| ---- | --------------------------------------------------------------- | --------------------------------- | --------------- |
| 1993 | Reina en colores                                                | Intérprete                        | DBN             |
| 1993 | Reina y su muñeca en colores                                    | Intérprete                        | DBN             |
| 1994 | Bailando en colores                                             | Intérprete                        | DBN             |
| 1994 | Cuentos mágicos de Doña Araña (Intérprete: Marcela Paoli)       | Productora                        | DBN             |
| 1995 | Yo soy colores                                                  | Intérprete                        | DBN             |
| 1995 | Miau Miau, El Gato Montés (Intérprete: Pablo Lena)              | Productora                        | DBN             |
| 1995 | Lo mejor de colores                                             | Intérprete                        | DBN             |
| 1996 | La familia de colores                                           | Intérprete                        | DBN             |
| 1997 | Reina 2001, esencia infinita                                    | Intérprete                        | Universal Music |
| 1999 | Esto es bárbaro, grandes éxitos                                 | Intérprete                        | Universal Music |
| 1999 | Caramelito y vos (Intérprete: Cecilia Carrizo)                  | Productora                        | DBN             |
| 2000 | 101 dálmatas                                                    | Intérprete                        | EMI Music       |
| 2003 | Generación Pop (Vídeos-CD interactivo)                          | Productora                        | EMI Music       |
| 2003 | Scratch 8 (Intérprete: Scratch 8, la banda de Generación Pop)   | Productora                        | EMI Music       |
| 2017 | Colores, el regreso (Intérprete: Juana Repetto y Bautista Lena) | Productora-Participación especial | DBN             |

## Filmografía
| Año  | Título                                                | Rol                                    | Director                                |
| ---- | ----------------------------------------------------- | -------------------------------------- | --------------------------------------- |
| 1978 | Yo también tengo fiaca!                               | María Elena                            | Enrique Cahen Salaverry                 |
| 1978 | Encuentros muy cercanos con señoras de cualquier tipo | Participación cancelada por accidente  | Hugo Moser                              |
| 1979 | Expertos en pinchazos                                 | Chica en hotel con señor mayor         | Hugo Sofovich                           |
| 1979 | Las muñecas que hacen ¡pum!                           | Muñeca 3°                              | Gerardo Sofovich                        |
| 1983 | El poder de la censura                                | "La Actriz"                            | Emilio Vieyra                           |
| 1984 | Todo o nada                                           | Raquel                                 | Emilio Vieyra                           |
| 1985 | Los gatos (prostitución de alto nivel)                | Marcela                                | Carlos Borcosque                        |
| 1986 | Las minas de Salomón Rey                              | Natalia Arismendi                      | Gerardo Sofovich                        |
| 1993 | Reina en colores, todos los musicales de la tele      | Ella misma                             | Claudio Ferrari                         |
| 1993 | Reina y su muñeca en colores (Estadio Luna Park)      | Ella misma                             | Claudio Ferrari-Miguel Fernández Alonso |
| 1995 | Colores en el mar (Estadio Luna Park)                 | Ella misma                             | Claudio Ferrari                         |
| 1997 | Reina 2001 (VHS Promocional)                          | Ella misma                             |                                         |
| 2000 | 102 dálmatas                                          | Cruela de Vil (doblaje español latino) | Kevin Lima                              |

## Videografía
| Año  | Título  | Rol       | Director    |
| ---- | ------- | --------- | ----------- |
| 2017 | Colores | Directora | Reina Reech |

## Premios y nominaciones
| Año  | Premios               | Categoría               | Trabajo nominado | Resultado |
| ---- | --------------------- | ----------------------- | ---------------- | --------- |
| 1994 | Premios Martín Fierro | Mejor programa infantil | Reina en colores | Nominada  |
| 1995 | Premios Martín Fierro | Mejor programa infantil | Reina en colores | Nominada  |
| 1995 | Premios Tato          | Mejor programa infantil | Reina en colores | Ganadora  |